# Svalbard Rocket Range
El Svalbard Rocket Range o SvalRak, como se denomina, es un centro de lanzamiento de cohetes de sondeo en Ny-Ålesund, en Svalbard (Noruega). El sitio ha estado en uso desde 1997 y es propiedad del Centro Espacial Andøya, que es propiedad del Ministerio de Comercio, Industria y Pesca de Noruega y el Grupo Kongsberg. La ubicación de SvalRak, en el paralelo 79 norte, lo hace idóneo para el lanzamiento de cohetes destinados a investigar el campo magnético de la Tierra. Lo utilizan sobre todo investigadores estadounidenses, japoneses y noruegos. Es el lugar de lanzamiento más septentrional del mundo.

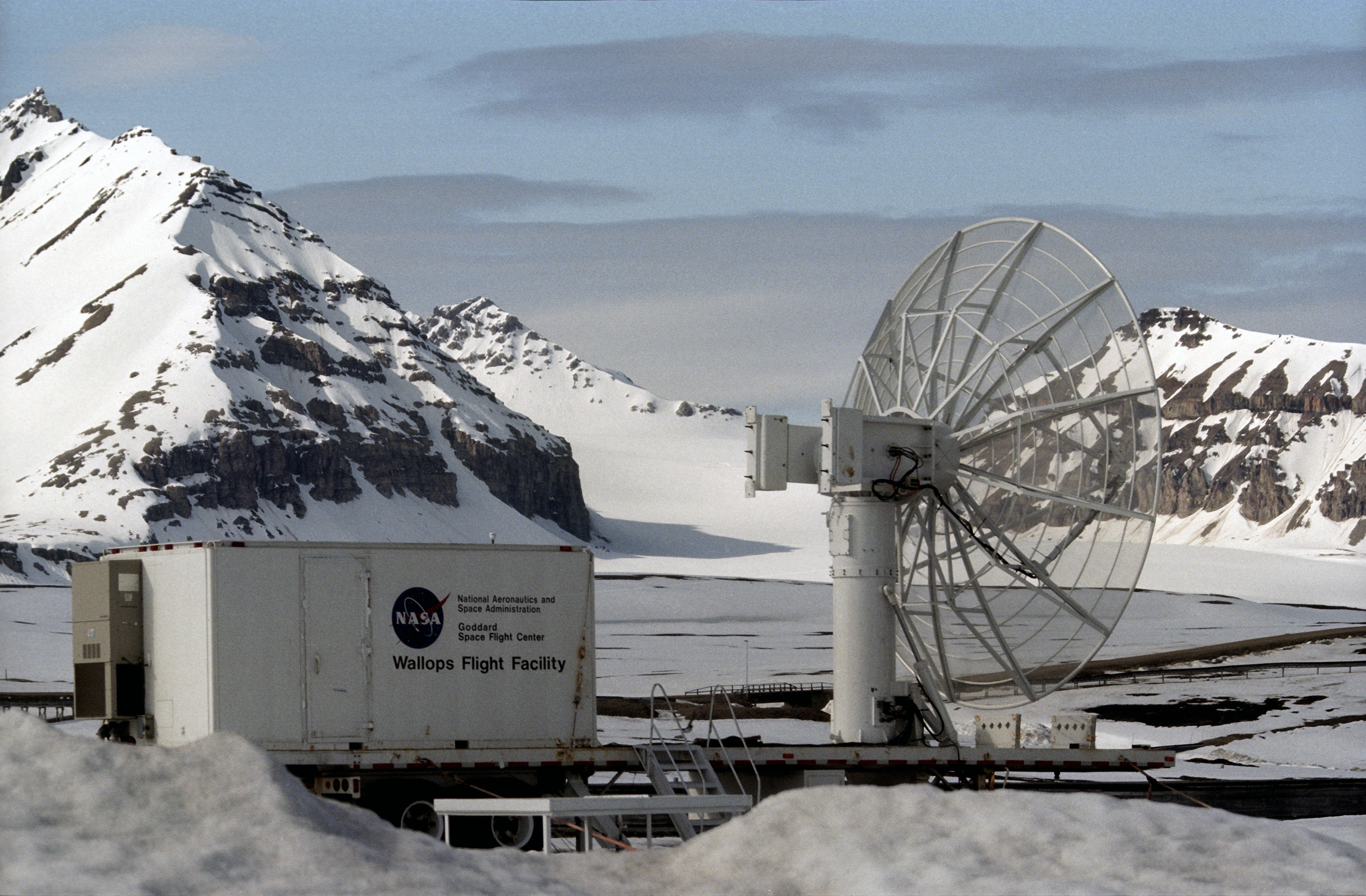
Ny-Alesund (js) 5

La planificación de un emplazamiento de lanzamiento en Ny-Ålesund comenzó en 1993, un lugar elegido por su ubicación ideal para estudiar la cúspide polar. La construcción del emplazamiento comenzó en el verano de 1997. El Instituto Noruego de Investigación Atmosférica, que realiza mediciones del aire en Ny-Ålesund, temía que los cohetes pudieran contaminar sus mediciones. El 15 de noviembre se lanzó un cohete de prueba. El primer lanzamiento propiamente dicho fue un cohete de sondeo indio Rohini RH-300 MkII comprado a la ISRO y bautizado como Isbjørn 1 (Oso Polar 1). Este cohete contenía instrumentos del Centro Universitario de Svalbard, la Universidad de Tromsø y el Establecimiento de Investigación de Defensa de Noruega. El cohete de 510 kilogramos (1.120 libras) tenía una carga útil de 70 kilogramos (150 libras) y alcanzó 120 kilómetros (75 mi) de altitud. Le siguieron dos cohetes Black Brant para la Administración Nacional de Aeronáutica y del Espacio que alcanzaron una altitud de 500 kilómetros (310 mi).
En un principio, SvalRak tenía permiso para disparar cuatro cohetes cada dos años[3]. En 2004 se habían lanzado 41 cohetes, con una altura máxima de 1.108 kilómetros.